# Samuel Dupuy
Samuel Dupuy (état-civil inconnu) est un acteur français.
En 1995, il écrit et réalise un court-métrage, La Main, avec pour acteur Jean-Claude Dreyfus. Il joue la même année dans un film de Jean-Pierre Mocky.
Il obtient un second rôle dans Pola X de Léos Carax avec Gérard Depardieu, puis l'un des rôles principaux de T'aime de Patrick Sébastien. Il joue ensuite plusieurs petits rôles à la télévision.
Il apparaît aussi dans Robin des Bois de Ridley Scott.

## Filmographie

### Cinéma
- 1995 : Noir comme le souvenir de Jean-Pierre Mocky : Greg Wahl
- 1999 : Pola X de Léos Carax : Fred
- 2000 : T'aime de Patrick Sébastien : Zef
- 2006 : Les Fragments d'Antonin de Gabriel Le Bomin : le soldat mourant
- 2010 : Robin des bois de Ridley Scott : le capitaine français
- 2016 : Bastille Day de James Watkins
- 2021 : Irréductible de Jérôme Commandeur

### Télévision
- 1996 : Une famille formidable (série télévisée)
- 1996 : Jeunesse sans dieu (téléfilm)
- 1998 : Julie Lescaut, série,  épisode L'école du crime. Rôle de David (télévision)
- 1999 : Les Hirondelles d'hiver (téléfilm)
- 2004 : Fabien Cosma, série, Saison 3, épisode 2 : En avoir ou pas
- 2005 : Clara Sheller (série télévisée)
- 2005 : Capitaine Casta : Amélie a disparu (téléfilm)
- 2007 : Suspectes (série télévisée)
- 2007 : Le Canapé rouge (téléfilm)
- 2007-2009 : R.I.S Police scientifique (série télévisée)
- 2008 : Sa raison d'être (téléfilm)
- 2014 : Plus belle la vie (série télévisée)
- 2018 : Ben (série télévisée)
- 2019 : Brûlez Molière ! de Jacques Malaterre (télévision)
- 2020 : Le Mensonge de Vincent Garenq (série télévisée)
- 2021 : Rebecca de Didier Le Pêcheur (série télévisée)
- 2021 : L'École de la vie, série télévisée de Elsa Bennett et Hippolyte Dard
- 2021 : Révolution !, docu-fiction France2 : rôle de Jonas Lebigant

## Doublage
- 2022 : La Disparue de Lørenskog : ? ( ? ) (mini-série)